# قطعنامه ۱۵۲۲ شورای امنیت
قطعنامه ۱۵۲۲ شورای امنیت سازمان ملل متحد که در تاریخ ۱۵ ژانویه ۲۰۰۴ تصویب شد، سندی بین‌المللی دربارهٔ اوضاع در مورد جمهوری دموکراتیک کنگو است. این قطعنامه طی نشست ۴۸۹۴ام با ۱۵ رای موافق، ۰ مخالف و ۰ ممتنع تصویب شد.